# 戈爾德邁恩鎮區 (北卡羅萊納州富蘭克林縣)
戈爾德邁恩鎮區（英語：Gold Mine Township）是位於美國北卡羅萊納州富蘭克林縣的一個鎮區。

## 地方資料
戈爾德邁恩鎮區的面積為102.82平方千米，皆為陸地。根據2020年美國人口普查的數據，當地共有人口1251人，而人口密度為每平方千米12.17人。